# Reggiane Re.2006
El Reggiane Re.2006, conocido también como Sagittario II («arquero» en italiano), fue el proyecto de un caza monomotor de ala baja fabricado por la compañía italiana Reggiane en el año 1944 como evolución del Reggiane Re.2005, ya que contaba con distinta motorización y modificaciones en el fuselaje. Únicamente se construyó un prototipo.

## Diseño y desarrollo

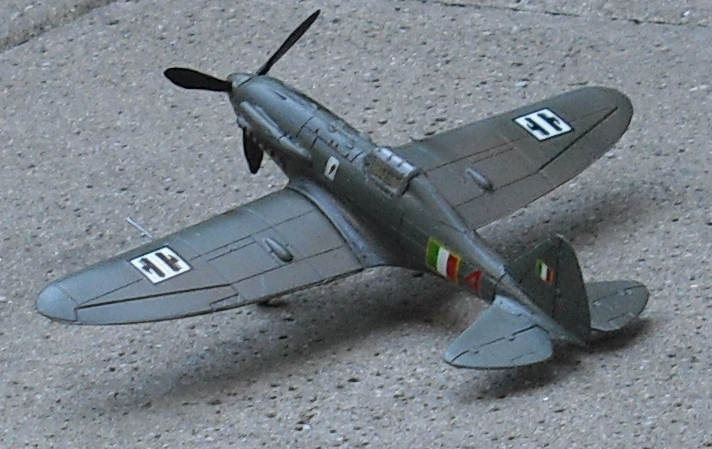
Reproducción a escala de un Reggiane Re.2005, modelo que sirvió de base para el desarrollo del Re.2006.

En el año 1942 el Ministerio del Aire italiano consideró que la producción de aeronaves del país en esos momentos podía mejorarse si se sustituían los motores radiales usados hasta el momento por el alemán Daimler-Benz DB 605, un motor de pistones en configuración V12 invertida y refrigerado por líquido que ya equipaba con éxito a distintos aviones de caza de la Luftwaffe alemana.
Sobre la base de esa premisa, la compañía Reggiane realizó un diseño paralelo al Reggiane Re.2005 que incluía el motor Fiat 1050 RC.58I, una versión del DB 605 alemán fabricado bajo licencia en Italia, con la intención de que mejorara el rendimiento del aeronave, aunque con el fin de lograr un nuevo aumento en el rendimiento, se decide que el avión equiparía el motor Daimler-Benz DB 603, más potente que el DB 605.
El 9 de mayo de 1943 la compañía recibió un pedido por parte del Gobierno italiano para que construyera dos prototipos (designados MM. 540 y MM. 541), comenzando el programa de desarrollo ese mismo año, sufriendo retrasos hasta que finalmente se detuvo debido a que las autoridades alemanas cancelaron el envío de los motores, ya que en esos momentos Italia estaba a punto de firmar el armisticio con las naciones aliadas.
Eso hizo que el diseñador Anthony Alessio ordenara el traslado del único prototipo construido —que no disponía de motor— a Correggio, para que así los alemanes no interfirieran en el desarrollo del mismo, y en octubre de 1944 de nuevo fue trasladado a Taliedo, un barrio periférico de la ciudad de Milán, donde permaneció hasta después de finalizada la Segunda Guerra Mundial. 
En 1946 los aliados planearon la destrucción del avión, pero después de inutilizarle los instrumentos de vuelo y el armamento, el prototipo fue entregado al Politécnico de Milán, que lo había pedido previamente para utilizarlo con fines educativos.

## Especificaciones

### Características generales
- Tripulación: 1
- Longitud: 9,80 m
- Envergadura: 11 m
- Altura: 3,75 m
- Superficie alar: 20,40 m²
- Peso vacío: 2.960 kg
- Peso cargado: 3.610 kg
- Peso máximo al despegue: 3.950 kg
- Planta motriz: 1× motor V12 refrigerado por líquido Daimler-Benz DB 603.
  - Potencia: 1.750 CV 1.287 kW

### Rendimiento
- Velocidad máxima operativa (Vno): 750 km/h a 7200 m
- Velocidad crucero (Vc): 648 km/h
- Alcance: 1.100 km a 6.000 m y al 80% de su potencia máxima
- Techo de vuelo: 12.000 m

### Armamento
- Armas de proyectiles: 

  - 2 ametralladoras Breda-SAFAT de 12,7 mm.
  - 3 cañones MG 151 de 20 mm.

### Desarrollos relacionados
- Reggiane Re.2005

### Secuencias de designación
- Aviones de Reggiane: Re.2000 • Re.2001 • Re.2002 • Re.2003 • Re.2004 • Re.2005 •  Re.2006 • Re.2007